# Brandon Davies
Brandon Davies (Filadélfia, 25 de julho de 1991) é um basquetebolista profissional estadunidense que atualmente defende o FC Barcelona na Liga ACB e EuroLiga. O atleta mede 2,08m e pesa 109kg, atua como ala-pivô, além de possuir cidadania ugandense.